# Ascalohybris ferruginea
Ascalohybris ferruginea is een insect uit de familie van de vlinderhaften (Ascalaphidae), die tot de orde netvleugeligen (Neuroptera) behoort. 
Ascalohybris ferruginea is voor het eerst wetenschappelijk beschreven door Navás in 1911.